# Jaime Spengler
Jaime Spengler, né le 6 septembre 1960 à Gaspar, est un prélat brésilien de l'Église catholique, archevêque de Porto Alegre depuis 2013. Il est également président de la Conférence nationale des évêques du Brésil et du Conseil épiscopal latino-américain (CELAM) depuis 2023. Il est membre de l'ordre des Frères mineurs. Le pape François le crée cardinal au cours d'un consistoire le 7 décembre 2024.

## Biographie

### Origine et jeunesse
Jaime Spengler est né le 6 septembre 1960 à Gaspar, dans l'État de Santa Catarina. Il est l'aîné d'une fratrie de quatre enfants.

### Prêtre
Il rejoint l'ordre des Frères mineurs en 1982 et il est ordonné prêtre le 17 novembre 1990 à Gaspar.

### Evêque
Le 10 novembre 2010, le pape Benoît XVI le nomme évêque titulaire de Patara et auxiliaire de l'archidiocèse de Porto Alegre. Il est consacré le 5 février 2011 par Lorenzo Baldisseri.
Le 15 août 2012, l'archevêque Dadeus Grings (en) le nomme procureur et trésorier de l'archidiocèse de Porto Alegre. Le pape François le nomme ensuite archevêque de l'archidiocèse de Porto Alegre le 18 septembre 2013. Le 29 mars 2014, le pape François le nomme membre de la Congrégation pour les instituts de vie consacrée et les sociétés de vie apostolique. Le 1er juin 2022, le pape François le nomme membre de la Congrégation pour le culte divin et la discipline des sacrements .
Le 25 juin 2011, il devient membre de la Commission pastorale épiscopale pour les ministères ordonnés et la vie consacrée de la Conférence nationale des évêques du Brésil (CNBB), commission qu'il préside de 2015 à 2019.
De 2019 à 2023, il est premier vice-président de la CNBB. Le 24 avril 2023, lors de la 60e assemblée générale de la CNBB, il est élu président de la CNBB pour le mandat 2023-2027.

### Cardinal
Le 6 octobre 2024, le pape François annonce son intention de le créer cardinal lors du consistoire du 7 décembre suivant. Il est créé avec le titre de cardinal-prêtre de San Gregorio Magno alla Magliana Nuova.
Le 11 janvier 2025, le pape le nomme membre du Dicastère pour la Doctrine de la foi et du Dicastère pour le culte divin et la discipline des sacrements.